# Okolica barkowa
Okolica barkowa (łac. regio acromialis) – w anatomii człowieka parzysta okolica kończyny górnej, klasyfikowana również jako okolica szyi.
Okolica barkowa ma kształt owalny. Przyśrodkowo graniczy z okolicą obojczykową, punktowo (kolejno ku tyłowi) – z okolicą szyi tylną, okolicą nadłopatkową i okolicą łopatkową. Bocznie – obejmowana jest przez okolicę naramienną.